# クリスチャン・コールマン
クリスチャン・コールマン（Christian Coleman, 1996年3月6日 - ）は、アメリカ合衆国の陸上競技選手（短距離）。ジョージア州アトランタ出身。ドーハ世界陸上100m
・4×100mリレー金メダリスト。ロンドン世界陸上100m銀メダリスト。60m走世界記録保持者。100m走の自己ベストは世界歴代6位の9秒76。

## 経歴
もともとは走幅跳を専門種目としていた。2008年には、AAU Junior Olympic Gamesに走幅跳と100m走で出場している。
初の世界選手権となった2017年世界陸上競技選手権大会・男子100mでは、ジャスティン・ガトリンには負けたものの9秒94（-0.8）を記録、ラストランとしていたウサイン・ボルトやその他5人に勝利し、銀メダルを獲得した。男子4×100mリレーではアンカーを務め、37秒52で銀メダルを獲得した。

### 2018年
1月にクレムソンで行われた室内競技60m走では、モーリス・グリーンが保持していた世界記録6秒39を塗り替える6秒37を記録するも、スターティングブロックの不備で世界記録としては公認されなかった。その後、2月の全米室内選手権では公認世界記録となる6秒34、3月の世界室内陸上競技選手権大会では6秒37を記録して優勝した。
現地時間8月31日にベルギーのブリュッセルで行われたダイヤモンドリーグに出場し、世界歴代7位タイとなる9秒79（-0.3）で優勝した。

### 2019年
カタールのドーハで行われた2019年世界陸上競技選手権大会・男子100mでは世界歴代6位となる9秒76（+0.6）を記録、ジャスティン・ガトリンやアンドレ・ドグラスらに勝利して金メダルを獲得した。男子4×100mリレーでは1走を務め、アメリカ新記録となる37秒10で金メダルを獲得した。

### 2020年
2020年6月17日、陸上競技の不正防止機関であるアスレチックス・インテグリティ・ユニット（AIU）は、コールマンが居場所を明らかにするルールに複数回違反してドーピング検査を回避し続けたことを理由に暫定出場停止処分を科すと発表した。処分は最大2年間に及びオリンピックを含む大会への出場が不可能となった。

### 2022年
2022年3月19日、世界室内陸上競技選手権大会ベオグラードの男子60m決勝では、イタリアのマルセル・ジェイコブスに着差あり（0秒003）の6秒41（6秒410）で惜しくも2位だった。
ユージーンで開催される2022年世界陸上選手権大会にむけて、全米陸上選手権に臨んだ。6月24日の100m準決勝では、シーズンベストの9秒87を記録したが、決勝は棄権した。しかし、前回大会を制しているため、ワイルドカードで出場することが可能である。

### 2025年
2025年7月、パートナーのシャカリ・リチャードソンから、ドメスティックバイオレンスを受けたとして訴えた。

## 記録
括弧内は風速（m/s）。+は追い風、-は向かい風。
| 種目    | 記録           | 年月日        | 場所                 | 備考              |
| 屋外    | 屋外           | 屋外          | 屋外                 | 屋外              |
| ------- | -------------- | ------------- | -------------------- | ----------------- |
| 100m    | 9秒76（+0.6）  | 2019年9月28日 | ドーハ               | 世界歴代6位       |
| 200m    | 19秒85（-0.5） | 2017年5月27日 | レキシントン         |                   |
| 4×100mR | 37秒10         | 2019年10月5日 | ドーハ               | 1走、アメリカ記録 |
| 室内    |                |               |                      |                   |
| 60m     | 6秒34          | 2018年2月18日 | アルバカーキ         | 室内世界記録      |
| 200m    | 20秒11         | 2017年3月11日 | カレッジステーション |                   |

- 40ヤード走ではNFL方式の計測方法で4秒12を記録しており[5][6]、非公式ながらジョン・ロスのNFL記録（4秒22）を上回っている[5][6]。

### 年次記録
太字は自己ベスト。記録は当時。
|        | 60m   | 備考         | 100m   | 備考             | 200m   | 備考 |
| ------ | ----- | ------------ | ------ | ---------------- | ------ | ---- |
| 2013年 |       |              | 11秒00 |                  | 22秒76 |      |
| 2014年 |       |              | 10秒30 |                  | 20秒94 |      |
| 2015年 | 6秒58 |              | 10秒18 |                  | 20秒61 |      |
| 2016年 | 6秒52 |              | 9秒95  |                  | 20秒26 |      |
| 2017年 | 6秒45 |              | 9秒82  | 世界歴代10位タイ | 19秒85 |      |
| 2018年 | 6秒34 | 室内世界記録 | 9秒79  | 世界歴代7位タイ  |        |      |
| 2019年 |       |              | 9秒76  | 世界歴代6位      | 19秒91 |      |
| 2022年 | 6秒41 |              | 9秒87  |                  | 19秒92 |      |
| 2023年 | 6秒47 |              | 9秒83  |                  | 19秒93 |      |
| 2024年 | 6秒41 |              | 9秒86  |                  | 19秒89 |      |

### 主要国際大会
| 年   | 大会                         | 開催地           | 種目    | 成績   | 記録               | 備考                      |
| ---- | ---------------------------- | ---------------- | ------- | ------ | ------------------ | ------------------------- |
| 2015 | パンアメリカンジュニア選手権 | エドモントン     | 100m    | 3位    | 10秒32（+0.4）     |                           |
| 2016 | オリンピック                 | リオデジャネイロ | 4×100mR | 準決勝 | 37秒65（2走）      | 1組1着、決勝進出          |
| 2017 | 世界陸上競技選手権大会       | ロンドン         | 100m    | 2位    | 9秒94（-0.8）      |                           |
| 2017 | 世界陸上競技選手権大会       | ロンドン         | 4×100mR | 2位    | 37秒52（アンカー） |                           |
| 2018 | 世界室内陸上競技選手権大会   | バーミンガム     | 60m     | 優勝   | 6秒37              | 大会新記録                |
| 2019 | 世界陸上競技選手権大会       | ドーハ           | 100m    | 優勝   | 9秒76（+0.6）      | 世界歴代6位               |
| 2019 | 世界陸上競技選手権大会       | ドーハ           | 4×100mR | 優勝   | 37秒10（1走）      | アメリカ記録、国別歴代2位 |
| 2022 | 世界室内陸上競技選手権大会   | ベオグラード     | 60m     | 2位    | 6秒41              |                           |